# 柴橋事件
柴橋事件（しばはしじけん）は慶応4年4月2日（1868年4月24日）、戊辰戦争時に新政府軍が出羽国寒河江柴橋（山形県寒河江市柴橋）の陣屋を襲撃した事件である。

## 経緯
慶応3年（1867年）12月8日に新政府（倒幕派）は王政復古の大号令を発した。翌日の12月9日に新政府は徳川慶喜に対して全官職と共に全所領地を召し上げるという処分を発表した（小御所会議）。慶応4年（1868年）1月2日に幕府軍は大坂から京都に攻め上り、鳥羽・伏見で薩摩藩と長州藩の軍隊と衝突して戊辰戦争が始まった。幕府軍が大敗して大坂に退いた。
鳥羽・伏見の戦いの後に、新政府は徳川慶喜の追討令を出した。そして1月25日には、米沢藩、久保田藩、南部藩に対して会津藩を征伐するために仙台藩を支援するように命じた。会津藩と庄内藩は幕府支援を明確にした。
2月7日徳川慶喜は、江戸市中取締などの庄内藩の幕末時の功労に報いるために、庄内藩主酒井忠篤に、出羽国の寒河江柴橋代官所管轄の幕府領74,300石の管理を命じて、柴橋陣屋で保管していた年貢米21,000俵を庄内藩に与えることにした。そのため庄内藩は、藩兵を寒河江・柴橋に送って領内の警護を行い、陣屋の年貢米を川船に積み込んで最上川を下り、庄内へ運んだ。
2月9日、新政府は一方的に会津藩と庄内藩の征討を決定して、澤為量を奥羽鎮撫総督に、醍醐忠敬を副総督に任命して、さらに、九条道孝を総督に任命する（澤為量は副総督となる）。鎮撫軍は3月2日に京都を出発して、大坂から海路で仙台の松島湾に着いた。
仙台より出羽国に入った新政府軍は天童藩を先導役に命じており、幼少の藩主に代わり家老吉田大八が代理で責任を持った。未だ新政府軍の財政基盤が確立しておらず、戦費をまかなうために太政官札の発行や、大坂商人の資金提供を頼りとしていた。そこで柴橋陣屋の年貢米の情報を入手した新政府軍は、年貢米の押収を企図し、4月2日新政府軍の先遣隊が柴橋を襲撃した。
しかし、既に庄内藩が年貢米を運び出した後であり、守備兵もおらず倉庫は空であることを確認し先遣隊は引き返した。本隊も庄内兵が庄内領左沢に隠れている可能性を勘案し捜索したが断念して、大半の兵は4月6日仙台に引き返した。仙台勢は残り、村々の入り口に仙台領と書いた標柱を建てたが、その後柴橋元〆河野俊八が「羽州村山郡長岡郡司代格」に任命されたため、4月19日ごろには仙台勢も引き上げた。

## その後
年貢米を押収できなかったことは新政府軍にとって大きな打撃であり、これが朝廷の公領を侵害したとして庄内征討を決定された一因になった。
奥羽鎮撫軍は4月22日に天童に本陣を置き、23日に新庄まで進出した。庄内藩との緊張は高まり清川口の戦いが起こることになる。
慶応4年春の庄内藩による一連の戦闘は庄内戊辰戦争春の陣を参照。